# Piotr Bruzda
Piotr Bruzda (ur. 21 marca 1946 w Środzie Śląskiej, zm. 22 stycznia 1996) – polski żużlowiec.
W rozgrywkach z cyklu Drużynowych Mistrzostw Polski startował w latach 1965–1981, przez cała karierę reprezentując klub Sparta Wrocław. Był dwukrotnym brązowym medalistą DMP (1967, 1968). 
Największy sukces odniósł w 1975 r. we Wrocławiu, gdzie wspólnie z Edwardem Jancarzem zdobył tytuł Wicemistrza Świata Par. Pomiędzy 1968 a 1977 r. siedmiokrotnie startował w finałach Indywidualnych Mistrzostw Polski, w 1974 r. w Gorzowie Wielkopolskim zdobywając brązowy medal. Był również dwukrotnym uczestnikiem Młodzieżowych Indywidualnych Mistrzostw Polski, w latach 1967 i 1971. W 1968 r. zdobył "Srebrny Kask". Dwukrotnie awansował do finałów kontynentalnych (eliminacji Indywidualnych Mistrzostwa Świata), w 1971 r. w Slanach zajął XV, a w 1975 r. w Leningradzie – X miejsce (wcześniej zwyciężając w rozegranym w Pradze turnieju półfinałowym).
Po wyjeździe z Polski startował w rozgrywkach ligi szwedzkiej. Zginął w tym kraju w wypadku związanym z pracą zawodową.